# Tournelon Blanc
Der Tournelon Blanc ist ein 3707 m hoher Berg in den Walliser Alpen im Kanton Wallis und gehört zur Gemeinde Val de Bagnes. Zuerst bestiegen wurde er am 6. Juli 1867 durch den Präsidenten der Sektion Basel des Schweizer Alpen-Clubs Theodor Hoffmann-Merian mit den Bergführern Justin Felley und Séraphin Bessart vom östlich unterhalb gelegenen heutigen Stausee Lac de Mauvoisin aus.

## Karte
- Landeskarte der Schweiz 1:25.000, Blatt 1346, Chanrion